# Lombard (zespół muzyczny)
Lombard – polski zespół pop-rockowy powstały w 1981 roku w Poznaniu. Nagrał kilkanaście płyt i wylansował wiele przebojów, największe z nich, „Przeżyj to sam” do słów Andrzeja Sobczaka i „Szklana pogoda” do słów Marka Dutkiewicza, skomponowane przez Grzegorza Stróżniaka. Zespół zagrał kilka tysięcy koncertów w Polsce i za granicą.
Liderem zespołu jest Grzegorz Stróżniak – kompozytor, aranżer i wokalista grający na instrumentach klawiszowych. W pierwszej dekadzie działalności zespołu grało w nim wielu instrumentalistów i dwie wokalistki: Wanda Kwietniewska (późniejsza liderka i wokalistka grupy Wanda i Banda) oraz Małgorzata Ostrowska (od 1991 roku artystka solowa). Obecny skład Lombardu tworzą: Marta Cugier, Grzegorz Stróżniak, Łukasz Kulczak, Paweł Kosicki i Maksymilian Mińczykowski.
Zespół w latach 80. współpracował z profesjonalnymi autorami tekstów, m.in. Jackiem Skubikowskim i Markiem Dutkiewiczem. Obecnie teksty dla Lombardu pisze Marta Cugier.

## Historia

### Lata 80. XX wieku
Zespół powstał w 1981 roku. 18 maja odbyła się pierwsza próba zespołu w sali Estrady Poznańskiej. Data ta uważana jest za dzień powstania Lombardu, który początkowo (przez 2 miesiące) nosił nazwę Skandal. W lipcu tego roku zespół podczas pierwszej sesji nagrał trzy utwory w studiu Polskiego Radia Szczecin: „Bez zysków, bez strat”, „Komu cichy płacz” i „Błądząc, wędrując”. Ten pierwszy, już 26 lipca, zadebiutował w programie radiowym Lato z Radiem a wkrótce, bo 15 sierpnia w programie telewizyjnym Magazyn pana Manna. Na początku 1982 roku zespół przygotowywał swoją trasę koncertową w byłym kinie Grunwald, dając na koniec koncert dla słuchaczy byłej Wyższej Szkoły Oficerskiej Służb Kwatermistrzowskich. Wystąpił również przed podchorążymi Wyższej Szkoły Oficerskiej Wojsk Pancernych.
Pod koniec lutego 1982 zespół zaczął zdobywać popularność po tym, jak w programie Radiokurier pojawiły się piosenki: „Droga pani z TV” i „O jeden dreszcz”. Wkrótce pojawiły się one na liście przebojów tego programu. Pierwsza z nich znalazła się później na liście przebojów Programu I Polskiego Radia, a druga na liście wznowionego 1 kwietnia Programu III Polskiego Radia. W dniu inauguracji radiowej „Trójki”, na tej antenie został wyemitowany utwór „Przeżyj to sam”, który po dwóch dniach został zdjęty z emisji przez cenzurę. Został do dziś jednym z największych przebojów zespołu, mimo że praktycznie nie zaistniał na listach przebojów. Wkrótce po zdjęciu z anteny „Przeżyj to sam”, bo jeszcze w kwietniu tego roku, zespół nagrał pod presją stworzenia kolejnego potencjalnego przeboju piosenkę „Nasz ostatni taniec”. Sesję nagraniową zrealizowano w studio Polskiego Radia w Poznaniu. W czerwcu piosenka stała się przebojem, a radiowa „Trójka” emitowała go jako złą wróżbę dla polskiej reprezentacji piłkarskiej na mistrzostwach świata w Hiszpanii.
We wczesnym okresie działalności grupy teksty piosenek pisali znani polscy tekściarze: Andrzej Sobczak, Marek Dutkiewicz i Jacek Skubikowski – także autor wielu cenionych kompozycji zespołu. Początkowo w Lombardzie Grzegorzowi Stróżniakowi towarzyszyły dwie wokalistki: Małgorzata Ostrowska i Wanda Kwietniewska. W tym wokalnym rockowym trio Lombard w okresie lipiec – wrzesień nagrał płytę Śmierć dyskotece!, która osiągnęła status złotej (nakładem 400 000 egzemplarzy). Zespół nagrywał tę debiutancką płytę w atmosferze wewnętrznych personalnych konfliktów. Współpraca pomiędzy muzykami, realizatorami i współautorami (Skubikowski i Dutkiewicz) nie była najlepsza. We wrześniu 1982 zespół opuściła Wanda Kwietniewska, aby wkrótce założyć własną grupę Banda i Wanda. Zespół opuścił także dotychczasowy kierownik muzyczny Maurycy Przybyłowicz, a liderem został Grzegorz Stróżniak. Jesienią grupa zaczęła koncertować już w nowym składzie: Grzegorz Stróżniak, Małgorzata Ostrowska, Piotr Zander, Zbigniew Foryś i Przemysław Pahl. 21 listopada miało miejsce jedno z ważniejszych w dziejach grupy nagrań. Podczas dwóch koncertów w sali Filharmonii Szczecińskiej zespół nagrał album Live, który nie tylko przez słuchaczy, ale także krytyków został bardzo dobrze przyjęty.
W 1983 roku premierę miały nagrane wcześniej dwa albumy: Śmierć dyskotece! i Live. Kuriozalnie drugi z nich, dzięki staraniom Savitoru trafił do sprzedaży 10 maja 1983, na kilka tygodni przed wydaniem przez Polskie Nagrania „Muza” debiutanckiego Śmierć dyskotece!. Na Krajowym Festiwalu Piosenki Polskiej w Opolu zespół zdobył Nagrodę Publiczności, a Grzegorz Stróżniak otrzymał II nagrodę w konkursie Jury za kompozycję „Szklana pogoda” (I nagrody wówczas nie przyznano).
15 stycznia 1984 podczas dwóch koncertów w warszawskim Klubie „Stodoła” zespół otrzymał złotą płytę za album Śmierć dyskotece!. W tym samym roku miały miejsce premiery kolejnych dwóch albumów: Wolne od cła i Szara maść. Pierwsza z tych płyt została wydana w limitowanym kilkutysięcznym nakładzie przez Klub Płytowy Razem, druga już z nowym perkusistą Włodzimierzem Kempfem przez Savitor. Na płycie znalazł się jeden z największych przebojów zespołu „Stan gotowości”. Szara maść rok później została wydana przez tę firmę w wersji anglojęzycznej pod nazwą Hope and Penicillin.
Rok 1985 to kolejny rok intensywnego koncertowania w kraju i za granicą. W kwietniu, już bez Zbigniewa Forysia, jako kwartet zespół nagrał w Poznaniu materiał na kolejną, piątą już płytę, Anatomia, z której „Mam dość”, „Kryształowa” i „Gołębi puch” zdobywały szczyty list przebojów. 18 maja podczas koncertu „Rock Arena” w Poznaniu grupa otrzymała złotą płytę za singel Tonpressu „Adriatyk, ocean gorący” / „Dwa słowa, dwa światy”. W tym samym roku można było zauważyć kryzys i załamanie rynku rockowego.
Zespół w okresie styczeń – czerwiec 1986 roku zawiesił działalność. W marcu jedynie Ostrowska i Stróżniak nagrali angielskie wersje tekstów z płyty Anatomia i tak powstała jej anglojęzyczna wersja Wings of a Dove, wydana jesienią w Holandii przez firmę Rockhouse (jako Kix 4U Records). Po wznowieniu prób perkusistę Włodzimierza Kempfa zastąpił Wojciech Anioła, do zespołu dołączył także basista Henryk Baran.
Do końca roku, a także zimą i wiosną 1987 zespół występował w kraju. Podczas dwóch marcowych koncertów w Nysie zarejestrowano materiał, który wkrótce ukazał się na kasecie Live Hits 87 Poltonu. W lipcu tego roku zespół nagrał w Szczecinie kolejną studyjną płytę Kreacje wydaną przez Pronit. Płyta nie odniosła komercyjnego sukcesu.
Na przełomie 1987 i 1988 roku Lombard po raz kolejny zawiesił działalność, powodem była m.in. ciąża wokalistki. W sierpniu 1988 roku zespół w kolejnym nowym składzie (Małgorzata Ostrowska, Piotr Zander, Robert Kalicki, Henryk Baran i Artur Malik), już bez lidera Grzegorza Stróżniaka, powrócił na scenę. Koncertował w kraju i za granicą – odbył tournée po ZSRR.
W lutym 1989 Lombard nagrał pierwszy w tym składzie program telewizyjny „live” w gdańskim Klubie Żak, jednak bez perkusisty Artura Malika, który tydzień wcześniej złamał obojczyk. Zastąpił go grający wówczas w Bajmie Alan Baster. W maju, w krakowskim Teatrze STU zespół nagrał kolejną koncertową płytę, pt. Koncert, która została wydana przez Wifon, i nie znalazła szerszego oddźwięku wśród fanów.

### Lata 90. XX wieku
Na początku 1990 roku grupa nagrała studyjny album Welcome Home, wydany przez ZPR Records, na którym gościnnie zagrał gitarzysta Dżemu – Jerzy Styczyński. Był to kolejny album, który nie przyniósł zespołowi sukcesu. Anglojęzyczną wersję tego albumu pod nazwą Rocking the East rok później wydał Polton.
Rok 1991 był jubileuszowy. Na 10-lecie zespołu zaproszono Grzegorza Stróżniaka i Wandę Kwietniewską, z którymi od lutego do kwietnia nagrano kompilacyjny album ’81–’91 Największe przeboje składający się z największych szlagierów grupy. Płyta została wydana przez Intersonus i była ostatnim albumem nagranym przez Małgorzatę Ostrowską i Wandę Kwietniewską z zespołem Lombard. Zespół w tak poszerzonym składzie dał serię koncertów od 19 maja do 15 czerwca. 30 listopada 1991 wystąpił w nim po raz ostatni, po czym zawiesił działalność.
W 1994 roku Grzegorz Stróżniak reaktywował Lombard jako Lombard Group bez wokalistek. Zespół koncertował, tworząc kolejne nowe utwory. Płyta koncertowa Afryka nagrana w składzie: Grzegorz Stróżniak, Henryk Baran, Robert Kalicki, Jacek Królik i Artur Malik, zawierająca zarówno nowe kompozycje, jak i stare przeboje zespołu, ukazała się w czerwcu tego roku.
Rok 1995 był dla Lombard Group rokiem koncertowym. Zespół nagrał utwór promujący nową markę piwa „10,5”, które wówczas stało się jednym z najpopularniejszych w Polsce. W związku z tym grupa zagrała też koncert promujący nową markę „Lech” Browary Wielkopolskie – „10,5” w Hotelu „Marriott” w Warszawie. W kwietniu miał miejsce koncert w Petersburgu z Demisem Rusosem. W czerwcu zespół otrzymał nominację w trzech kategoriach za najlepszy utwór reklamowy.
Kolejny, 1996 rok, nie przyniósł przełomu, ale w 1997 zespół powrócił do pierwotnej nazwy Lombard, koncertując w kraju i za granicą w składzie: Małgorzata Ostrowska, Grzegorz Stróżniak, Piotr Zander, Bartosz Latus, Henryk Baran i Artur Malik. Drogi Lombardu i Małgorzaty Ostrowskiej zeszły się tylko na dwa sezony koncertowe. W 1999 roku Małgorzata Ostrowska postanowiła rozpocząć solową karierę i definitywnie zakończyć współpracę z Lombardem.

### Po 2000 r.
Nową wokalistką Lombardu została Marta Cugier, która szybko opanowała materiał i zajęła miejsce Małgorzaty Ostrowskiej na wcześniej zakontraktowanych koncertach. W 2000 roku zespół w składzie: Grzegorz Stróżniak, Marta Cugier, Piotr Zander, Paweł Klimczak, Henryk Baran i Artur Malik (pod nazwą L’ombard) nagrał album pt. Deja’Vu, który trafił na rynek dzięki wytwórni Pomaton EMI. Materiał nagrano w lubelskim „Hendrix Studio”. Album dostał pozytywne recenzje, a single „Deja’vu – to już było”, „Patrz! Patrz!”, „Machina myśli” były notowane na radiowych listach przebojów. Teledyski z tymi piosenkami emitowane były w telewizyjnych stacjach MTV Polska i Viva Polska.
W 2001 roku Lombard obchodził 20-lecie istnienia. Z tej okazji w Programie Trzecim Polskiego Radia w Studio im. Agnieszki Osieckiej zarejestrował materiał na album koncertowy pt. 20 lat – koncert przeżyj to sam, który ukazał się w 2002. Płytę promował teledysk do utworu „Przeżyj to sam”, nakręcony po 20 latach, oraz ballada „Anka” w akustycznej wersji.
W 2004 roku Lombard został zaproszony do Międzynarodowego Obozu Sił Pokojowych ONZ stacjonującego na Wzgórzach Golan w Izraelu. Był to charytatywny koncert, na który zaproszone zostały wszystkie bataliony sił zjednoczonych: austriacki, słowacki, kanadyjski, japoński i polski – Polish Infantry Battalion. Podczas koncertu zespół zaprezentował utwór „I Say Stop!”, który powstał krótko po zamachu z 11 września 2001 roku. W 2005 roku zespół wsparł kampanię wyborczą Prawa i Sprawiedliwości, uczestnicząc w cyklu koncertów Wiosna Polaków. Przygotował też multimedialne widowisko Lombard w hołdzie Solidarności – drogi do wolności przy współpracy m.in. z Fundacją Centrum Solidarności. Trasę rozpoczął koncert na cześć „Solidarności” podczas Festiwalu Jedynki pt. „Przeżyj to sam, czyli przeboje z przebojami”. Z tym multimedialnym historycznym widowiskiem Lombard objechał całą Polskę, a także zagrał na festiwalach „Poland on the Pier” w Chicago i „Discovery Poland” w Los Angeles pod patronatem Ministerstwa Kultury. Zwieńczeniem koncertów „W hołdzie Solidarności” był transmitowany przez TVP1 koncert „Cały ten czas” z okazji 25. rocznicy powstania Video Studio Gdańsk we wrześniu 2006 roku.
W 2006 roku Lombard obchodził 25. rocznicę powstania. Z tej okazji po intensywnej trasie w Polsce i w USA 3 grudnia 2006 roku w Poznaniu odbyła się „Gala VIP Lombard 25 lat”. Zespół wręczył nagrody szczególnie zasłużonym dla Lombardu, wśród których znaleźli się Andrzej Sobczak, Jacek Skubikowski i Marek Dutkiewicz. W 2006 roku Lombard otrzymał nagrodę „Pomocna dłoń” od Caritas Polska oraz wyróżnienie „Ubi Caritas” za działalność charytatywną. Za pracę na rzecz osób upośledzonych umysłowo Marta Cugier i Grzegorz Stróżniak otrzymali także wyróżnienie od Fundacji Olimpiad Specjalnych.
15 grudnia 2007 roku w Górnośląskim Centrum Kultury Lombard w składzie: Grzegorz Stróżniak, Marta Cugier, Daniel Patalas, Michał Kwapisz i Mirosław Kamiński, zarejestrował pierwsze DVD w historii zespołu pt. W hołdzie Solidarności – Drogi do wolności z okazji 26. rocznicy Pacyfikacji Kopalni „Wujek”. Album ukazał się 13 grudnia 2008, w rocznicę wybuchu stanu wojennego. Cugier i Stróżniak odwiedzili również górników pracujących pod ziemią, w tym celu zjechali 700 m pod powierzchnię, by zapoznać się trudnymi warunkami pracy, jakie panują w kopalni.
W maju 2008 roku Lombard był gościem Związku Polaków na Białorusi na zaproszenie Angeliki Borys. Angelika Borys spotkanie z Polakami na Białorusi przypłaciła skazaniem i grzywną za zorganizowanie nielegalnego zgromadzenia. Z okazji „Święta Flagi” i Polonii zespół zaprezentował spektakl W hołdzie Solidarności – drogi do wolności. Współorganizatorem koncertu był Polski Konsulat na Białorusi i Związek Polaków na Wschodzie. Koncert w Grodnie zgromadził ponad tysiąc osób, mimo że władze za wszelką cenę usiłowały do tego nie dopuścić.
4 czerwca 2009 roku w Gdańsku zespół wystąpił w koncercie „Zaczęło się w Polsce” z okazji 20. rocznicy wyborów z czerwca 1989 roku. W Stoczni Gdańskiej zgromadziło się kilkadziesiąt tysięcy ludzi. 1 września 2010 roku na stadionie poznańskiego Lecha odbyła się premiera teledysku Football Fans zrealizowanego przez zespół wraz ze spółką EURO Poznań 2012; 5 tysięcy poznaniaków wraz z Lombardem zaśpiewało na stadionie „We are football fans”. 6 lutego 2012 roku zespół wydał album pt. Show Time.
9 sierpnia 2015 roku Lombard zagrał na Stadionie Miejskim w Łodzi na Top Łódź Festiwal transmitowanym przez telewizję Polsat. Koncert odbył się przy udziale 12 tys. publiczności. 24 grudnia 2015 na antenie telewizji Kino Polska Muzyka miał miejsce przedpremierowy pokaz płyty pt. Lombard swing. Koncert został zarejestrowany z okazji 35-lecia zespołu w Centrum Konferencyjno-Rozrywkowym Toscania we Włoszakowicach. Album ukazał się na początku 2016 roku.
19 sierpnia 2017 roku Lombard zagrał podczas charytatywnego koncertu TVP „Gwiazdy letniego Nieba” w ramach Koncertu Polskiej Piosenki w Kielcach.
Jesienią 2018 z Lombardu odszedł basista Michał Kwapisz, na jego miejsce przyjęto Łukasza Frąckowiaka. 11 listopada zespół już w nowym składzie wziął udział w koncercie „100 lat Polska”, który został organizowany w Royal Albert Hall w Londynie z okazji 100. rocznicy odzyskania przez Polskę Niepodległości. Lombard na finał wydarzenia wykonał „Mury” Jacka Kaczmarskiego we własnym opracowaniu i „Przeżyj to sam” przyjętym owacjami na stojąco. W sierpniu 2019 zespół wystąpił podczas Sopot Top of the Top Festival, a na V Zjeździe Karpackim w 100-lecie Związku Podhalan otrzymał wyróżnienie odznaką honorową „Zasłużony dla Kultury Polskiej” za promowanie polskiej kultury, tradycji i postawę patriotyczną oraz za szacunek do tradycji i kultury góralskiej – w dowód przyjaźni. 19 października zespół wziął udział w marszu „Tak dla transplantacji” w Zakopanem, zorganizowanym przez Śląskie Centrum Chorób Serca w Zabrzu pod patronatem Prezydenta Rzeczypospolitej Polskiej Andrzeja Dudy. W 2020 zespół wydał premierowy utwór „Świat się zatrzymał”, zagrał na dziedzińcu Ministerstwa Kultury i Dziedzictwa Narodowego w ramach akcji wspierania artystów różnych pokoleń oraz przystąpił do realizacji projektu „Roads to Freedom” z okazji odsłonięcia pomnika NSZZ „Solidarność” w Brukseli przy siedzibie NATO. Jednocześnie nastąpiła kolejna zmiana składu muzyków, a do Grzegorza Stróżniaka i Marty Cugier dołączyli: Łukasz Kulczak – gitara, Paweł Kosicki – gitara basowa i Bartek Krawczak – perkusja, którego miejsce w 2022 roku zajął Maksymilian Mińczykowski. 
W 2021 i 2022 zespół realizował projekt z okazji jubileuszu powstania Lombard 40/40. 18 maja 2021, w 40. rocznicę powstania grupy, Lombard wydał singiel „Modlitwa o wyspy szczęśliwe”, a dwa dni później opublikował koncert online pt. Lombard 40/40. Zespół świętował jubileusz podczas występów na Sopot Top of the Top Festival 2021 i 58. KFPP w Opolu.

## Muzycy
Źródła:

### Obecny skład zespołu

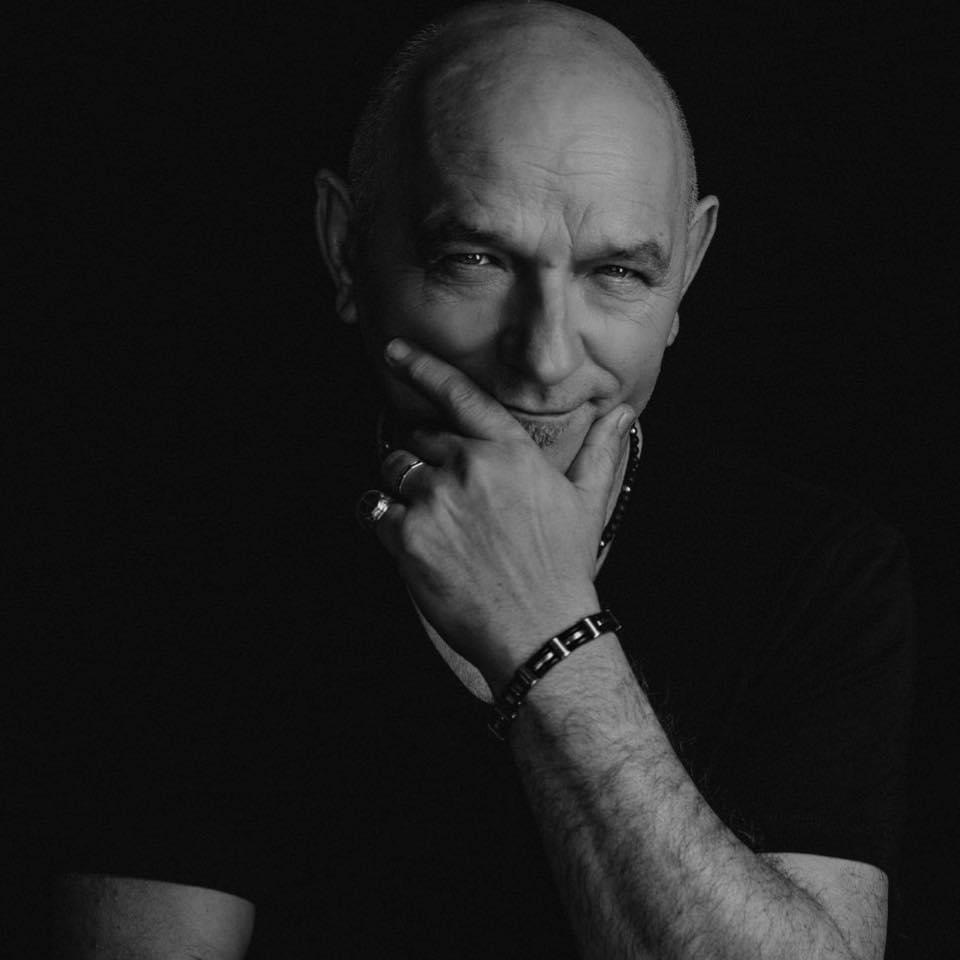
Grzegorz Stróżniak – śpiew, instrumenty klawiszowe w latach 1981–1988 i od 1994 (zdjęcie z 2022)

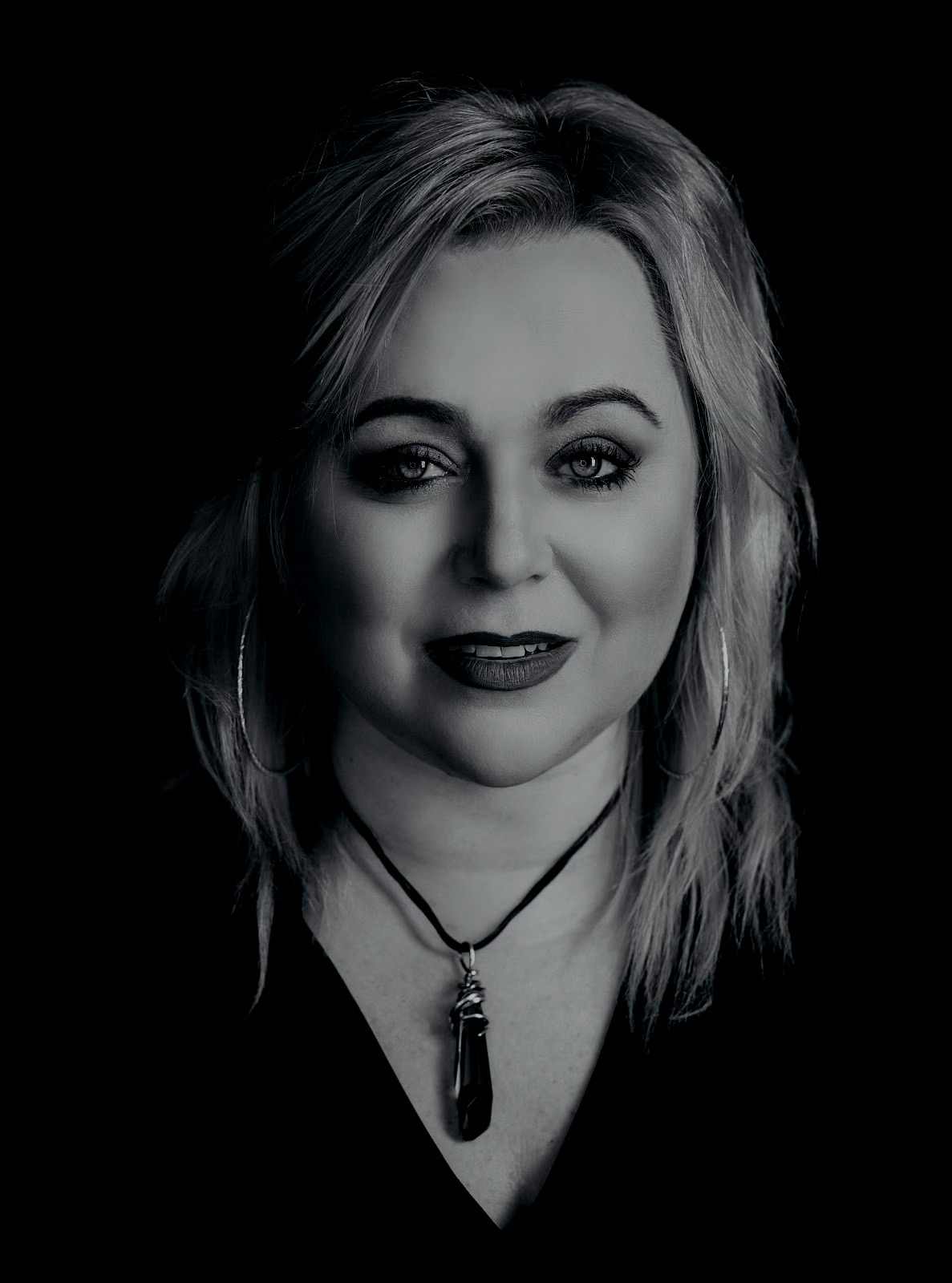
Marta Cugier – śpiew od 1999 roku (zdjęcie z 2022)

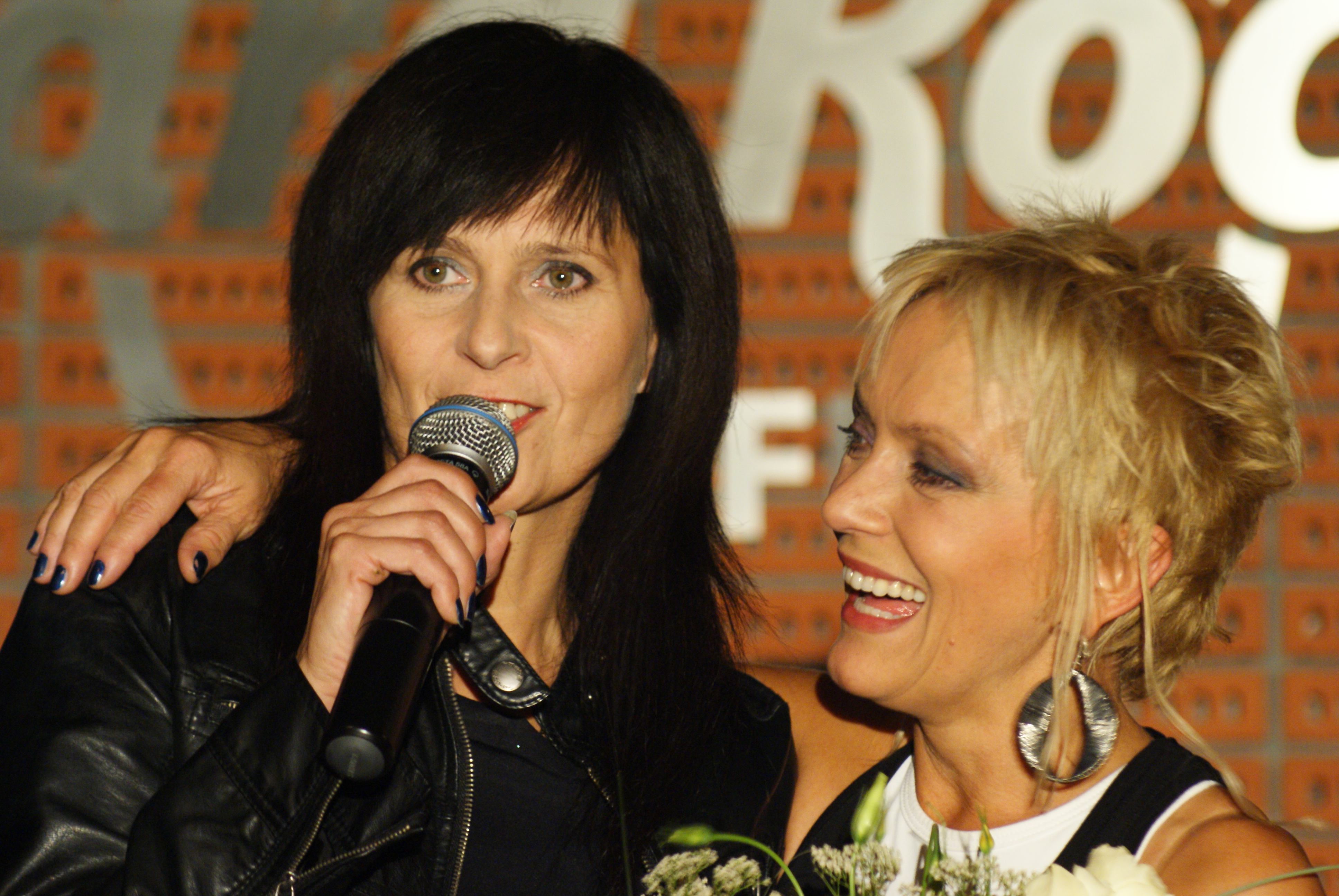
Wanda Kwietniewska i Małgorzata Ostrowska (zdjęcie z 2009)

- Grzegorz Stróżniak – śpiew, instrumenty klawiszowe (1981–1988, od 1994, gościnnie w 1991[16])
- Marta Cugier – śpiew (od 1999)
- Łukasz Kulczak – gitara (od 2020)
- Paweł Kosicki – gitara basowa (od 2020)
- Maksymilian Mińczykowski – perkusja (od 2022)

### Byli członkowie

#### Wokal
- Małgorzata Ostrowska – śpiew (1981–1991, 1997–1999)
- Wanda Kwietniewska – śpiew (1981–1982, gościnnie w 1991[16], 2023[63])

#### Gitara
- Jaremi Sajkowski – gitara, kompozytor (1981)
- Krzysztof Szmigiero – gitara (1981)
- Piotr Zander – gitara, kompozytor (1981–1991, 1997–2003)
- Damian Jaroszyk – gitara (1990–1991, 1994–1997)
- Jacek Królik – gitara (1994–1997)
- Bartosz Latus – gitara (1997–1999)
- Paweł Klimczak – gitara (2000–2006)
- Sławomir Kosiński – gitara (2003–2004)
- Daniel Patalas – gitara (2007–2020)

#### Gitara basowa
- Maurycy Przybyłowicz – gitara basowa (1981–1982)
- Zbigniew Foryś – gitara basowa, instrumenty klawiszowe, kompozytor (1982–1985)
- Henryk Baran – gitara basowa, kompozytor (1986–1991, 1994–2003)
- Michał Burzymowski – gitara basowa (2003–2004)
- Grzegorz Warchoł – gitara basowa (2005–2006)
- Michał Kwapisz – gitara basowa (2006–2018)
- Łukasz Frąckowiak – gitara basowa (2018–2020)

#### Perkusja
- Krzysztof Kuźniak – perkusja (1981)
- Wacław Laskowski – perkusja (1982)
- Piotr Chyliński – perkusja (1982)
- Przemysław Pahl – perkusja (1982–1984, 1985)
- Włodzimierz Kempf – perkusja (1984–1985)
- Wojciech Anioła – perkusja (1986–1988)
- Artur Malik – perkusja (1988–1991, 1994–2003)
- Paweł Świca – perkusja (2003–2006)
- Mirosław Kamiński – perkusja (2006–2020)
- Bartek Krawczak – perkusja (2020–2022)

#### Instrumenty klawiszowe
- Maciej Szymański – instrumenty klawiszowe (1981)
- Zbigniew Foryś – gitara basowa, instrumenty klawiszowe, kompozytor (1982–1985)
- Robert Kalicki – instrumenty klawiszowe, kompozytor (1988–1991, 1994–1997)

## Dyskografia
Źródła:

### Albumy studyjne
- 1983: Śmierć dyskotece! (Polskie Nagrania „Muza”) (Złota płyta[5])
- 1984: Wolne od cła (Klub Płytowy Razem)
- 1984: Szara maść (Savitor)
- 1985: Hope and Penicillin (Savitor)
- 1985: Anatomia (Savitor)
- 1986: Wings of a Dove (Kix 4U Records)
- 1987: Kreacje (1987, Pronit)
- 1990: Welcome Home (ZPR Records)
- 1991: Rocking the East (Polton)
- 2000: Deja’Vu (Pomaton EMI)
- 2012: Show Time (Show Time Music Production)
- 2016: Lombard swing (Show Time Music Production)
- 2024: 40/40 (kompilacja utworów we współczesnych wykonaniach oraz zupełnie nowych, wydane na 4 CD[67][68])

### Albumy koncertowe
- 1983: Live (Savitor)
- 1984: Koncertowe przygody zespołu Lombard (Merimpex)
- 1987: Live Hits 87 (Polton)
- 1989: The Very Best of Lombard Live (Tomax)
- 1989: Koncert (Wifon)
- 1994: Afryka (Koch International)
- 2002: 20 lat – koncert przeżyj to sam (Koch International)

### Kompilacje
- 1991: ’81–’91 Największe przeboje (Intersonus) (kompilacja przebojów w nowych wersjach)
- 1994: Największe przeboje 1981–1987 (1) (Rock Long Luck)
- 1994: Największe przeboje 1981–1987 (2) (Rock Long Luck)
- 1994: Ballady (Ania Box Music)
- 1996: Gold (Koch International)
- 1998: Gold (Koch International)
- 2004: The Best – Przeżyj to sam (Agencja Artystyczna MTJ) (reedycja albumu ’81–’91 Największe przeboje)
- 2007: Gwiazdy polskiej muzyki lat 80. (TMM Polska / Planeta Marketing)

### Single

#### Winylowe
- 1983: „Szklana pogoda” / „Kto mi zapłaci za łzy” (Polskie Nagrania „Muza”)
- 1983: „Adriatyk, ocean gorący” / „Dwa słowa, dwa światy” (Tonpress, Złota płyta[9])
- 1985: „Muore Il Sole” („Szklana pogoda” w wersji włoskojęzycznej) / „Devi Lottar” („Przeżyj to sam” w wersji włoskojęzycznej) (Tonpress)
- 1985: „Anatomia – Ja płynę, płynę” / „Anatomia” (instr.) (Tonpress)
- 1987: „Ocalić serca” / „Tylko mi nie mów o miłości” (Tonpress)

#### Inne
- 1994: „Afrika” (Koch International)[69]
- 1995: „Dziesięć i pół” (Koch International)
- 2000: „Deja’Vu – to już było” (Pomaton EMI)
- 2001: „Patrz! Patrz!” (2001, Pomaton EMI)
- 2001: „Machina myśli” (2001, Pomaton EMI)
- 2002: „Anka”
- 2002: „Przeżyj to sam”
- 2004: „I Say Stop!” (Pomaton EMI)
- 2007: „Why?”
- 2009: „Road to Freedom”
- 2009: „Stan gotowości 2009”
- 2009: „Football Fans”
- 2012: „Szara ulica”
- 2012: „Musical”
- 2016: „Taniec pingwina na szkle” swing
- 2016: „Nasz ostatni taniec” swing
- 2018: „Mury”
- 2020: „Świat się zatrzymał”[70]
- 2021: „Modlitwa o wyspy szczęśliwe”[71]
- 2022: „Krwawiące serce – dla Ukrainy”[72]
- 2024: „Kameleony”[73]
- 2024: „Gwiazdy rock’n’rolla 2024”[74]
- 2025: „Mój kawałek ziemi i nieba”[75]

## Wideografia
- 2008: W hołdzie Solidarności – Drogi do wolności (Show Time Music Production)

## Teledyski
- 1982: „Dworzec pełen snów”
- 1982: „Taniec pingwina na szkle”
- 1982: „Nasz ostatni taniec”
- 1983: „Gwiazdy rock and rolla”
- 1983: „Dwa słowa, dwa światy”
- 1983: „Szklana pogoda”
- 1983: „Kto mi zapłaci za łzy”
- 1984: „Czeski film”
- 1985: „Wąwóz Kolorado”
- 1985: „Mam dość”
- 1985: „Kryształowa”
- 1986: „Ckliwy melodramat”
- 1987: „Neonowa krowa”[76]
- 1995: „Nie mogę kochać ciebie”
- 2000: „Deja’Vu”[77]
- 2001: „Patrz! Patrz!”[78]
- 2001: „Machina myśli”[79]
- 2002: „Przeżyj to sam”[80]
- 2004: „I Say Stop!”[81]
- 2007: „Why?”[82]
- 2009: „Road to Freedom”[83]
- 2009: „Stan gotowości 2009”[84]
- 2010: „Football Fans”[85]
- 2020: „Świat się zatrzymał”[70]
- 2022: „Krwawiące serce – dla Ukrainy”[72]
- 2024: „Kameleony”[86]
- 2024: „Gwiazdy rock’n’rolla 2024”[74]
- 2025: „Mój kawałek ziemi i nieba”[75][87]

## Radiowe listy przebojów
Statystyki utworów
| Rok  | Tytuł                           | Najwyższa pozycja LP3 | Liczba tygodni | Najwyższa pozycja LP1 | Liczba tygodni | Album             |
| ---- | ------------------------------- | --------------------- | -------------- | --------------------- | -------------- | ----------------- |
| 1982 | „Droga pani z TV”               | –                     | –              | 14                    | 1 (Top 15)     | Śmierć dyskotece! |
| 1982 | „O jeden dreszcz”               | 13                    | 3 (Top 20)     | –                     | –              | Śmierć dyskotece! |
| 1982 | „Dworzec pełen snów”            | –                     | –              | 1                     | 9 (Top 15)     | –                 |
| 1982 | „Wielki grzech”                 | –                     | –              | 2                     | 7 (Top 15)     | –                 |
| 1982 | „Przeżyj to sam”                | –                     | –              | 15                    | 2 (Top 15)     | –                 |
| 1982 | „Śmierć dyskotece”              | 15                    | 3 (Top 20)     | 12                    | 3 (Top 15)     | Śmierć dyskotece! |
| 1982 | „Taniec pingwina na szkle”      | 17                    | 4 (Top 20)     | 8                     | 5 (Top 15)     | Śmierć dyskotece! |
| 1982 | „Diamentowa kula”               | 5                     | 9 (Top 20)     | 11                    | 3 (Top 15)     | Śmierć dyskotece! |
| 1983 | „Nasz ostatni taniec”           | 2                     | 7 (Top 20)     | 1                     | 7 (Top 15)     | –                 |
| 1983 | „Znowu radio”                   | 8                     | 6 (Top 20)     | –                     | –              | Live              |
| 1983 | „Gwiazdy rock and rolla”        | –                     | –              | 2                     | 8 (Top 15)     | Śmierć dyskotece! |
| 1983 | „Bye, Bye Jimi”                 | 17                    | 2 (Top 20)     | –                     | –              | Live              |
| 1983 | „Miny na pokaz, czyny za grosz” | 18                    | 2 (Top 20)     | –                     | –              | Wolne od cła      |
| 1983 | „Szklana pogoda”                | 3                     | 6 (Top 20)     | 1                     | 9 (Top 10)     | –                 |
| 1983 | „Kto mi zapłaci za łzy”         | 5                     | 5 (Top 20)     | 5                     | 4 (Top 10)     | –                 |
| 1983 | „Adriatyk, ocean gorący”        | 2                     | 12 (Top 20)    | 1                     | 6 (Top 10)     | Wolne od cła      |
| 1983 | „Kradzież nie popłaca”          | –                     | –              | 6                     | 3 (Top 10)     | –                 |
| 1983 | „Plaża fok”                     | –                     | –              | 3                     | 8 (Top 10)     | Szara maść        |
| 1984 | „Dwa słowa, dwa światy”         | 10                    | 7 (Top 40)     | 2                     | 5 (Top 10)     | Wolne od cła      |
| 1984 | „Aku-hara, kraj ze snu”         | 4                     | 13 (Top 40)    | 1                     | 8 (Top 10)     | Wolne od cła      |
| 1984 | „Skąd ja to znam”               | 28                    | 4 (Top 40)     | –                     | –              | Wolne od cła      |
| 1984 | „Stan gotowości”                | 1                     | 13 (Top 40)    | –                     | –              | Szara maść        |
| 1984 | „Szara maść”                    | 10                    | 7 (Top 40)     | –                     | –              | Szara maść        |
| 1984 | „Czeski film”                   | 9                     | 7 (Top 30)     | –                     | –              | Szara maść        |
| 1985 | „Darwiniści”                    | 29                    | 1 (Top 30)     | –                     | –              | Szara maść        |
| 1985 | „Wąwóz Kolorado”                | 22                    | 3 (Top 30)     | –                     | –              | Szara maść        |
| 1985 | „Mam dość”                      | 1                     | 13 (Top 30)    | 1                     | 11 (Top 10)    | Anatomia          |
| 1985 | „Kryształowa”                   | 1                     | 9 (Top 30)     | –                     | –              | Anatomia          |
| 1986 | „Anatomia, ja płynę, płynę”     | 14                    | 5 (Top 30)     | 9                     | 2 (Top 10)     | Anatomia          |
| 1986 | „Gołębi puch”                   | 2                     | 15 (Top 30)    | 1                     | 12 (Top 10)    | Anatomia          |
| 1986 | „Ckliwy melodramat”             | 20                    | 5 (Top 30)     | –                     | –              | Anatomia          |
| 1987 | „Płonąca stodoła”               | 27                    | 1 (Top 30)     | –                     | –              | –                 |
| 1987 | „Ocalić serca”                  | 28                    | 1 (Top 30)     | 6                     | 5 (Top 10)     | Kreacje           |
| 1987 | „Odejść bez pożegnań”           | 13                    | 9 (Top 30)     | 5                     | 4 (Top 10)     | Kreacje           |
| 1988 | „Mister of America”             | 7                     | 11 (Top 30)    | 3                     | 12 (Top 10)    | –                 |
| 1989 | „Jej głos po tamtej stronie”    | 21                    | 9 (Top 40)     | 8                     | 1 (Top 10)     | Welcome Home      |
| 1990 | „Welcome Home, Bóg w dom”       | 30                    | 3 (Top 40)     | 7                     | 2 (Top 10)     | Welcome Home      |
| 1990 | „Malowany krem”                 | –                     | –              | 7                     | 3 (Top 10)     | Welcome Home      |
| 1990 | „Rzuć broń (i cześć bohaterom)” | 21                    | 2 (Top 30)     | 8                     | 3 (Top 10)     | Welcome Home      |

## Odniesienia w serialach telewizyjnych
Powiedzieć ci jak masz na imię? – Dorota. Chodzisz do II klasy ogólniaka i wolisz bardziej Lady Pank od Lombardu.

Panie Ferdku! – Co? – Nie zamieniaj pan serca w twardy głaz, póki jeszcze serce masz.

I ci powiem tylko tyle, że nie zamieniaj serca w twardy głaz, póki jeszcze serce masz.